# Fantastic Four (datorspel, 2005)
Fantastic 4 är ett actionäventyrsspel från 2005 utvecklat av 7 Studios, Beenox, och Torus Games och utgivet av Activision till Playstation 2, Xbox, Gamecube, Game Boy Advance, och Windows. Spelet är baserat på filmen från samma år.